# Simon Girty

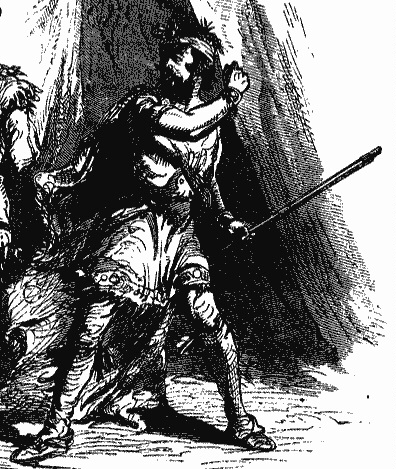
Simon Girty

Simon Girty (* 1741 in Harrisburg, Province of Pennsylvania; † 18. Februar 1818 in Kanada) war ein bedeutender und einflussreicher indianischer Krieger weißer, europäischer Abstammung.
Er wurde im Jahr 1741 in Harrisburg, Pennsylvania geboren. Als Junge wurde er, zusammen mit seinen Brüdern Tom, Jim und George, von Delaware-Indianern verschleppt und wuchs schließlich bei den Seneca auf.
Simon Girty, der weiße Indianer, gehörte zu den Männern, die wegen ihrer Wildheit und Grausamkeit im Grenzland bei Farmern und Siedlern sehr verhasst waren. Er führte viele Angriffe gegen Siedlungen in Virginia und Kentucky an und war an der Vernichtung der Armee unter Arthur St. Clair 1791 maßgeblich beteiligt.
Um der Rache der aufgebrachten Amerikaner zu entgehen, musste er als alter, von Rheuma geplagter und fast erblindeter Mann vor der Invasionsarmee des William Henry Harrison 1813 flüchten. Er starb 1818 in Kanada.